# 罗德西亚行动党
罗得西亚行动党是罗得西亚的一个政党，1977年由一些来自罗得西亚阵线的对伊恩·史密斯与非洲民族主义者谈判不满的议员成立。1977年5月该党成立后，有12名罗得西亚众议院成员随后加入该党。